# James Wilby
James Wilby (Rangoon, 20 de Fevereiro de 1958) é um actor britânico de cinema, teatro e televisão nascido na Birmânia.
Fez os seus estudos em Sedbergh School e frequentou o Grey College da Universidade de Durham.
Wilby é conhecido do público internacional graças aos seus papéis em Maurice (1987), que lhe valeu o prémio de melhor actor no Festival de Veneza, junto com Hugh Grant pelo mesmo filme. Também teve desempenhos de realce em A Handful of Dust (1988), Howards End (1992) e Gosford Park (2001).
No palco, foi actor principal na re-encenação de 1995 da peça de John Osborne A Patriot for Me, levada à cena pela Royal Shakespeare Company no Barbican Theatre.

## Cinema e televisão
- Clapham Junction (2007 TV) - Julian Rowan
- Little Devil (2007 TV) - Adrian Bishop
- Marple: The Sittaford Mystery (2006 TV) - Stanley Kirkwood
- Surviving Disaster (TV)
  - Fastnet Yacht Race (2006) - David She
- C'est Gradiva qui vous appelle (2006, de Alain Robbe-Grillet) - John Locke
- Jericho (TV)
  - The Hollow Men (2005) - Alan Mills
- Foyle's War (TV)
  - They Fought in the Fields (2004) - Major Cornwall
- Silent Witness (TV)
  - Nowhere Fast (2004) - Matt Gibb
- Island at War (2004 TV) - Senador James Dorr
- De-Lovely (2004) - Edward Thomas
- Sparkling Cyanide (2003 TV) - Stephen Farraday
- Murder in Mind (TV)
  - Echoes (2003) - Daniel Morton/Sir Richard Morton
- George Eliot: A Scandalous Life (2002 TV) - Herbert Spencer
- Bertie and Elizabeth (2002 TV) - King George VI, aka "Bertie"
- Gosford Park (2001) - Freddie Nesbitt
- Adrian Mole: The Cappuccino Years (2001 TV) - Zippo Montefiore
- Jump Tomorrow (2001) - Nathan
- Trial & Retribution IV (2000 TV) - James McCready
- Cotton Mary (1999, filme de Merchant-Ivory - John MacIntosh
- Tom's Midnight Garden (1999) - tio Alan Kitson
- The Dark Room (1999 TV) - Dr. Alan Protheroe
- An Ideal Husband (1998) - Sir Robert Chiltern
- Regeneration (1997) - segundo tenente Siegfried Sassoon
- Original Sin (1997 TV) - Gerard Etienne
- The Woman in White (1997 TV) - Sir Percival Glyde
- Tales from the Crypt (TV)
  - Horror in the Night (1996)
- Witness Against Hitler (1996) - Helmuth James von Moltke
- Treasure Seekers (1996 TV) - Henry Carlisle
- Crocodile Shoes (1994 TV) - Ade Lynn
- La Partie d'échecs (1994) - Lord Staunton
- Lady Chatterley (1993 TV, realizada por Ken Russell) - Sir Clifford Chatterley
- You Me + It (1993 TV) - Charles Henderson
- Howards End (1992, filme de Merchant-Ivory) - Charles Wilcox
- Immaculate Conception (1992) - Alistair
- Tell Me That You Love Me (1991 filme para TV) - Michael Evans
- Adam Bede (1991 file para TV) - Arthur Donnithorne
- The Siege of Venice (1991)
- Conspiracy (1989) - Stringer
- Mother Love (1989) - Christopher "Kit" Vesey
- A Tale of Two Cities (1989) - Sydney Carton
- A Handful of Dust (1988) - Tony Last
- A Summer Story (1988) - Mr. Ashton
- The Storyteller (TV)
  - Sapsorrow (1988) - Príncipe
- Maurice (1987, filme de Merchant-Ivory) - Maurice Hall
- A Room with a View(1985, filme de Merchant Ivory) - convidado na festa (cameo)
- Dreamchild (1985) - Baker
- Dutch Girls (1985) - Dundine
- The Bill (TV)
  - A Friend in Need (1984) - Higgins
- The Adventures of Sherlock Holmes (TV)
  - The Crooked Man (1984) - Young James Barclay
- Privileged (1982) - Jamie

### Entrevistas
- Do The Guardian (em Inglês) (2002)
- Do The Telegraph (em Inglês) (2004)
- Do The Telegraph (em Inglês) (2005)